# Eleições parlamentares europeias de 1989 (Reino Unido)
As eleições parlamentares europeias de 1989 no Reino Unido foram realizadas a 10 de junho para eleger os 81 assentos do país para o Parlamento Europeu.

## Resultados Nacionais
| Partido                 | Partido                                | Votos      | %               | +/-   | Deputados | +/-     |
| ----------------------- | -------------------------------------- | ---------- | --------------- | ----- | --------- | ------- |
|                         | Partido Trabalhista                    | 6 153 661  | 38,71 / 100,00  | 3,95  | 45 / 81   | 13      |
|                         | Partido Conservador                    | 5 356 887  | 33,70 / 100,00  | 5,07  | 32 / 81   | 13      |
|                         | Partido Verde                          | 2 292 718  | 14,42 / 100,00  | 13,91 | 0 / 81    | Estável |
|                         | Liberal Democratas                     | 944 861    | 5,94 / 100,00   | 12,57 | 0 / 81    | Estável |
|                         | Partido Nacional Escocês               | 406 686    | 2,56 / 100,00   | 0,91  | 1 / 81    | Estável |
|                         | Partido Democrático Unionista          | 160 110    | 1,01 / 100,00   | 0,63  | 1 / 81    | Estável |
|                         | Partido Social Democrata e Trabalhista | 136 335    | 0,86 / 100,00   | 0,22  | 1 / 81    | Estável |
|                         | Partido Unionista do Ulster            | 118 785    | 0,75 / 100,00   | 0,30  | 1 / 81    | Estável |
|                         | Outros                                 | 326 035    | 2,03 / 100,00   |       | 0 / 81    |         |
| Total                   | Total                                  | 15 896 078 | 100,00 / 100,00 |       | 81 / 81   |         |
| Eleitorado/Participação | Eleitorado/Participação                | 43 710 568 | 36,37 / 100,00  | 3,80  |           |         |